# 北条バイパス
北条バイパス（ほうじょうバイパス）は千葉県館山市南総文化ホール前交差点を起点とし、同市上真倉の交差点（名称なし）を終点とする国道410号のバイパス道路である。

## 概要
北側は館山バイパスと接続しており、全長は2.3km。幅員25m。
旧道は北条交差点から上真倉の交差点までであり、北条交差点から下町交差点までの区間は現在も国道指定されているが、下町交差点以南は市道に降格された。
南総文化ホール前交差点からコミュニティセンター前の交差点（名称なし）までの区間は館山バイパス開通と同時に開通したが、コミュニティセンター前の交差点から下真倉南交差点までの区間については、1996年に用地取得、翌年工事開始し、2002年7月18日に開通した。下真倉南交差点から上真倉の交差点までの区間は2005年12月26日に供用開始し、これもって全線開通となった。
区間内には4ヶ所の信号（端部を含めると全6ヶ所）と1ヶ所の跨線橋（南総館山大橋）、1ヶ所の小さな橋梁が設けられている。内房線よりも北側にあたる、南総文化ホール前交差点～コミュニティセンター前の交差点間は、4車線両側歩道付。それ以外の区間は2車線両側歩道付だが、広い中央分離帯があり、JR内房線の跨線橋も片側（上り車線側）に寄せられて設置されているため、将来的には全区間4車線化対応が可能となっているが、当面は拡幅の予定はない。

## 交差する道路
| 交差する道路                               | 交差する道路           | 交差する場所 | 交差する場所     |
| ------------------------------------------ | ---------------------- | ------------ | ---------------- |
| 国道410号 白浜方面                         |                        |              |                  |
| 市道                                       | 市道（旧道）           | 館山市       |                  |
| 県道86号館山白浜線                         | 市道                   | 館山市       | 下真倉南         |
| 県道188号館山大貫千倉線                    | 市道                   | 館山市       | 下真倉           |
| 市道                                       | 都市計画道路青柳大賀線 | 館山市       | 下真倉北         |
| 国道128号                                  | 国道128号              | 館山市       | 南総文化ホール前 |
| 国道127号（館山バイパス） 千葉・木更津方面 |                        |              |                  |

## 参考
- 主な開通箇所と開通予定箇所の概要

## その他
- 都市計画道路青柳大賀線　当道路と同時期に工事が進み部分開通。